# Municipio Pucarani
Das Municipio Pucarani liegt im Departamento La Paz im Hochland des südamerikanischen Anden-Staates Bolivien.

## Lage im Nahraum
Das Municipio Pucarani ist eines von vier Municipios der Provinz Los Andes und liegt im zentralen Teil der Provinz. Es grenzt im Nordwesten an das Municipio Batallas und an das Municipio Puerto Pérez, im Westen an die Provinz Ingavi, im Süden an das Municipio Laja, im Osten an die Provinz Murillo und im Norden an die Provinz Larecaja.
Das Municipio hat 107 Ortschaften (localidades), der zentrale Ort des Municipios ist Pucarani mit 1313 Einwohnern im zentralen Teil des Municipios. (Volkszählung 2012)

## Geographie
Das Municipio Pucarani liegt auf einer mittleren Höhe von 3900 m südöstlich des Titicacasees auf dem bolivianischen Altiplano zwischen den Anden-Gebirgsketten der Cordillera Occidental im Westen und der Cordillera Central im Osten.
Die mittlere Jahrestemperatur der Region liegt bei 8 °C, der Jahresniederschlag beträgt 500 bis 600 mm (siehe Klimadiagramm El Alto). Die Region weist ein ausgeprägtes Tageszeitenklima auf, die Monatsdurchschnittstemperaturen schwanken nur unwesentlich zwischen 7 °C im Juli und 11 °C im Dezember. Die Monatsniederschläge liegen zwischen unter 10 mm in den Monaten Juni und Juli und nahe 100 mm von Dezember bis Februar.

## Bevölkerung
Die Einwohnerzahl des Municipios Pucarani ist zwischen 1992 und 2024 auf mehr als das Doppelte angestiegen:
| Jahr | Einwohner | Quelle       |
| ---- | --------- | ------------ |
| 1992 | 22.799    | Volkszählung |
| 2001 | 26.802    | Volkszählung |
| 2012 | 29.594    | Volkszählung |
| 2024 | 49.701    | Volkszählung |

Das Municipio hatte bei der letzten Volkszählung 2024 eine Bevölkerungsdichte von 42 Einwohnern/km². Die Lebenserwartung der Neugeborenen lag im Jahr 2001 bei 59,8 Jahren, die Säuglingssterblichkeit ist von 7,7 Prozent (1992) auf 7,4 Prozent im Jahr 2001 leicht gesunken.
Der Alphabetisierungsgrad bei den über 19-Jährigen beträgt 71,7 Prozent, und zwar 86,8 Prozent bei Männern und 57,7 Prozent bei Frauen. (2001)
64,2 Prozent der Bevölkerung sprechen Spanisch, 96,7 Prozent sprechen Aymara, und 0,1 Prozent Quechua. (2001)
61,2 Prozent der Bevölkerung haben keinen Zugang zu Elektrizität, 69,3 Prozent leben ohne sanitäre Einrichtung. (2001)
50,7 Prozent der insgesamt 7.702 Haushalte besitzen ein Radio, 12,5 Prozent einen Fernseher, 29,0 Prozent ein Fahrrad, 2,0 Prozent ein Motorrad, 3,3 Prozent ein Auto, 0,3 Prozent einen Kühlschrank und 0,6 Prozent ein Telefon. (2001)

## Politik
Ergebnis der Regionalwahlen (concejales del municipio) vom 4. April 2010:
| Wahl- berechtigte |  | Wahl- beteiligung | gültige Stimmen |  | MAS-IPSP | M.P.S. | MSM    |
| ----------------- |  | ----------------- | --------------- |  | -------- | ------ | ------ |
| 13.553            |  | 12.300            | 7.192           |  | 3.094    | 2.242  | 1.856  |
|                   |  | 90,8 %            | 58,5 %          |  | 43,0 %   | 31,2 % | 25,8 % |

Ergebnis der Regionalwahlen (elecciones de autoridades políticas) vom 7. März 2021:
| Wahl- berechtigte |  | Wahl- beteiligung | gültige Stimmen |  | J.A.LLALLA.L.P. | MAS-IPSP | VENCEREMOS | MTS    | PBCSP  | SOL.BO | PDC    |
| ----------------- |  | ----------------- | --------------- |  | --------------- | -------- | ---------- | ------ | ------ | ------ | ------ |
| 18.003            |  | 16.682            | 13.601          |  | 5.886           | 5.340    | 713        | 363    | 294    | 215    | 183    |
|                   |  | 92,66 %           | 81,53 %         |  | 43,28 %         | 39,26 %  | 5,24 %     | 2,67 % | 2,16 % | 1,58 % | 1,35 % |

## Gliederung
Das Municipio untergliederte sich bei der letzten Volkszählung von 2012 in die folgenden zwölf Kantone (cantones):
- 02-1201-01 Kanton Pucarani – 30 Ortschaften – 7.420 Einwohner
- 02-1201-02 Kanton Cohana – 7 Ortschaften – 1.650 Einwohner
- 02-1201-03 Kanton Patamanta – 8 Ortschaften – 4.038 Einwohner
- 02-1201-04 Kanton Villa Iquiaca – 9 Ortschaften – 1.483 Einwohner
- 02-1201-05 Kanton Chojasivi – 7 Ortschaften – 1.738 Einwohner
- 02-1201-06 Kanton Lacaya – 11 Ortschaften – 2.146 Einwohner
- 02-1201-08 Kanton Villa Pablon de Chiarpata – 4 Ortschaften – 646 Einwohner
- 02-1201-09 Kanton Catavi – 1 Ortschaft – 652 Einwohner
- 02-1201-10 Kanton Villa Ascensión de Chipamaya – 2 Ortschaften – 567 Einwohner
- 02-1201-11 Kanton Villa Rosario de Corapata – 7 Ortschaften – 2.360 Einwohner
- 02-1201-12 Kanton Villa Vilaque – 17 Ortschaften – 5.097 Einwohner
- 02-1201-13 Kanton Palcoco – 4 Ortschaften – 1.797 Einwohner

## Ortschaften im Municipio Pucarani
- Kanton Pucarani
  - Pucarani 1313 Einw. – Machacamarca 588 Einw. – Ancocagua 570 Einw.

- Kanton Cohana
  - Cohana Grande 505 Einw.

- Kanton Patamanta
  - Patamanta 857 Einw. – Tujuyo 817 Einw. – Chuñavi 670 Einw. – Santa Ana 528 Einw.

- Kanton Villa Iquiaca
  - Iquiaca Grande 250 Einw. – Villa Iquiaca 101 Einw.

- Kanton Chojasivi
  - Chojasivi 702 Einw.

- Kanton Lacaya
  - Lacaya 231 Einw.

- Kanton Villa Pablon de Chiarpata
  - Chiarpata 306 Einw.

- Kanton Catavi
  - Catavi 652 Einw.

- Kanton Villa Ascensión de Chipamaya
  - Chipamaya 478 Einw.

- Kanton Villa Rosario de Corapata
  - Chojña Collo 693 Einw. – Corapata 640 Einw.

- Kanton Villa Vilaque
  - Vilaque Cochapampa 784 Einw. – Vilaque Pampajasi 777 Einw. – Villa Vilaque 579 Einw. – Cúcuta 558 Einw.

- Kanton Palcoco
  - Palcoco 920 Einw. – Palcoco Litoral 676 Einw.